# Sergio Ojeda
Sergio Maximiliano Ojeda (Río Cuarto, 4 gennaio 1992) è un calciatore argentino, difensore dell'Estudiantes (RC).

## Caratteristiche tecniche
È un difensore centrale.

## Carriera
Cresciuto nelle giovanili dell'Independiente, ha esordito in prima squadra il 24 febbraio 2013 in occasione del match vinto 2-0 contro il Racing Club.

## Statistiche

### Presenze e reti nei club
Statistiche aggiornate al 17 aprile 2018.
| Stagione              | Squadra               | Campionato            | Campionato | Campionato | Coppe nazionali | Coppe nazionali | Coppe nazionali | Coppe continentali | Coppe continentali | Coppe continentali | Altre coppe | Altre coppe | Altre coppe | Totale | Totale | Totale |
| Stagione              | Squadra               | Comp                  | Pres       | Reti       | Comp            | Pres            | Reti            | Comp               | Pres               | Reti               | Comp        | Pres        | Reti        | Pres   | Reti   |        |
| --------------------- | --------------------- | --------------------- | ---------- | ---------- | --------------- | --------------- | --------------- | ------------------ | ------------------ | ------------------ | ----------- | ----------- | ----------- | ------ | ------ | ------ |
| 2012-2013             | Independiente         | PD                    | 2          | 0          | CA              | 2               | 0               |                    | -                  | -                  |             | -           | -           | 4      | 0      |        |
| 2013-2014             | Independiente         | BN                    | 14         | 2          | CA              | 1               | 0               |                    | -                  | -                  |             | -           | -           | 15     | 2      |        |
| 2014                  | Independiente         | PD                    | 4          | 0          |                 | -               | -               |                    | -                  | -                  |             | -           | -           | 4      | 0      |        |
| Totale Independiente  | Totale Independiente  | Totale Independiente  | 20         | 2          |                 | 3               | 0               |                    | -                  | -                  |             | -           | -           | 23     | 2      |        |
| 2015                  | Gimnasia (J)          | BN                    | 30         | 3          | CA              | 0               | 0               |                    | -                  | -                  |             | -           | -           | 30     | 3      |        |
| 2016                  | Gimnasia (J)          | BN                    | 18         | 0          | CA              | 1               | 0               |                    | -                  | -                  |             | -           | -           | 19     | 0      |        |
| 2016-2017             | Gimnasia (J)          | BN                    | 31         | 0          | CA              | 0               | 0               |                    | -                  | -                  |             | -           | -           | 31     | 0      |        |
| Totale Gimnasia Jujuy | Totale Gimnasia Jujuy | Totale Gimnasia Jujuy | 79         | 3          |                 | 1               | 0               |                    | -                  | -                  |             | -           | -           | 80     | 3      |        |
| 2017-2018             | Olimpo                | PD                    | 10         | 0          | CA              | 0               | 0               |                    | -                  | -                  |             | -           | -           | 10     | 0      |        |
| Totale carriera       | Totale carriera       | Totale carriera       | 109        | 5          |                 | 4               | 0               |                    | -                  | -                  |             | -           | -           | 113    | 5      |        |